# 樹番茄
树番茄（英文名：Tree Tomato或Tamarillo）为茄科茄屬下的一种小喬木或灌木，果實可以食用。

## 原產地及種植地
樹番茄原産於秘魯、智利、厄瓜多爾、哥倫比亞和玻利維亞的安第斯山脈山區，現在當地果園仍有種植，並且是最受歡迎的植物之一。
世界其他各地，諸如南非、印度、中國、美國、澳大利亞、新幾內亞和台灣阿里山、南投水里山山區也已開始人工種植樹番茄，在台灣海拔分布約從500到2000公尺。
紐西蘭是出口樹番茄最多的國家之一，出口地包括美國、日本和歐洲，為此甚至佔用了獼猴桃的銷售渠道。
在馬來西亞、菲律賓和波多黎各的高海拔地區，樹番茄種植業發展勢頭良好。
1967年，樹番茄在紐西蘭稱“tree tomato”，但後來業內賦予了它新名及現名“tamarillo”。這個詞是由“tomato”（番茄）和西班牙語“amarillo”（黃色）結合，并加上毛利語“tama”（領導力）而成。

## 描述

### 植物

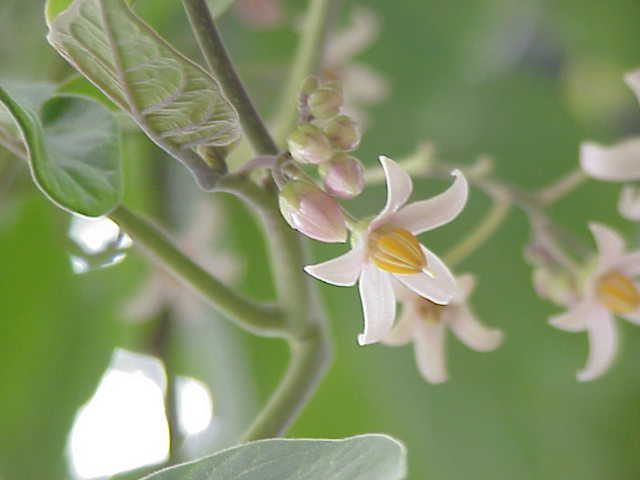
樹番茄的團傘花

樹番茄生長極快，一般可達5（16英尺），並在4年后達到高產時期。其壽命大約是12年。其樹幹筆直，樹枝向四周生出。其葉片大而四季常青，有辛辣的刺鼻氣味。其花為粉白色，一叢大約會有10至50朵花，每叢產1-6個果實。其植物並不一定要通過異花授粉結果（不過可以提高產量），但是依然有吸引昆蟲的芳香氣味。其根部淺而不明顯，因此不耐旱。

### 果實

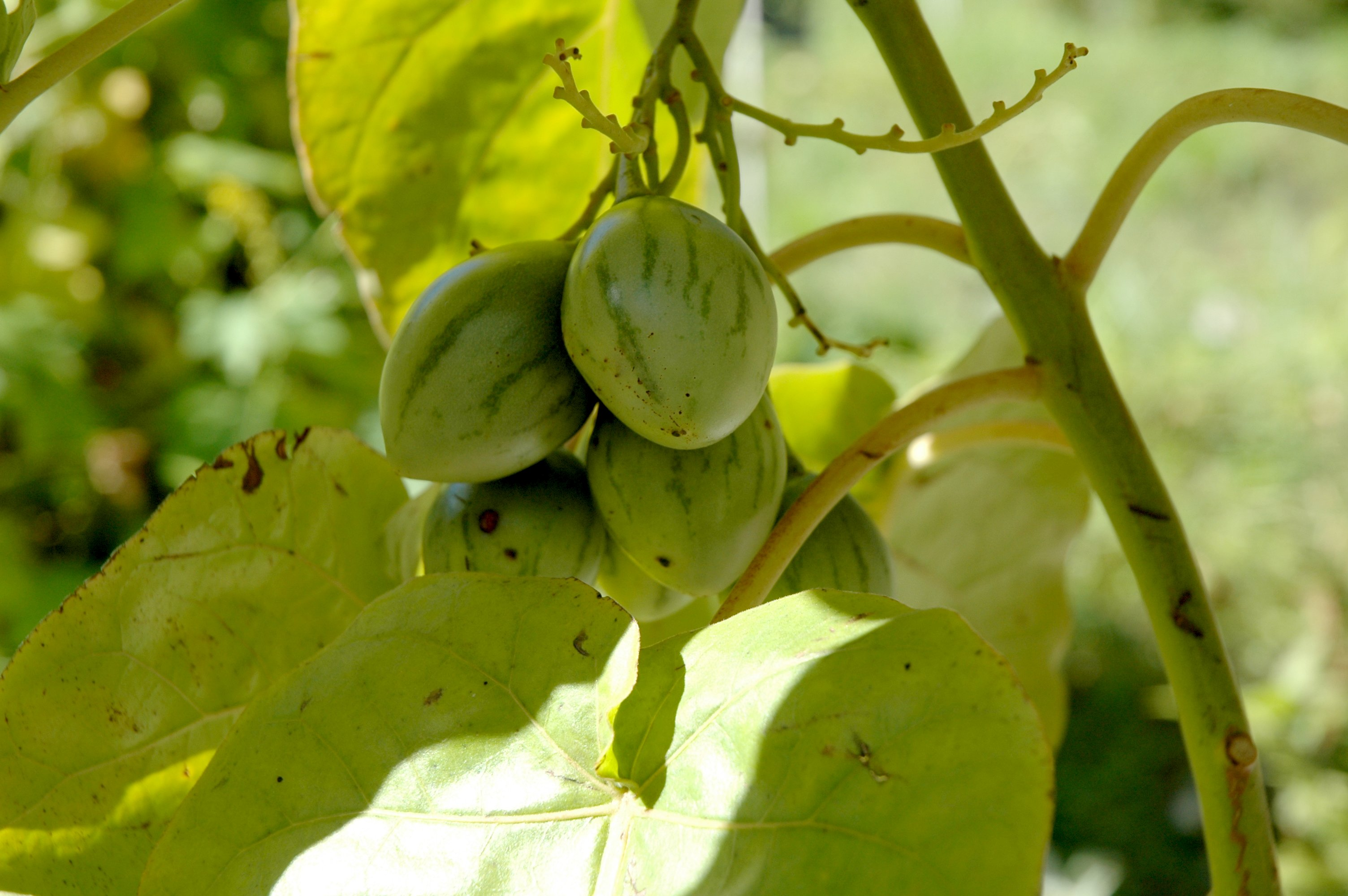
未成熟的樹番茄果實

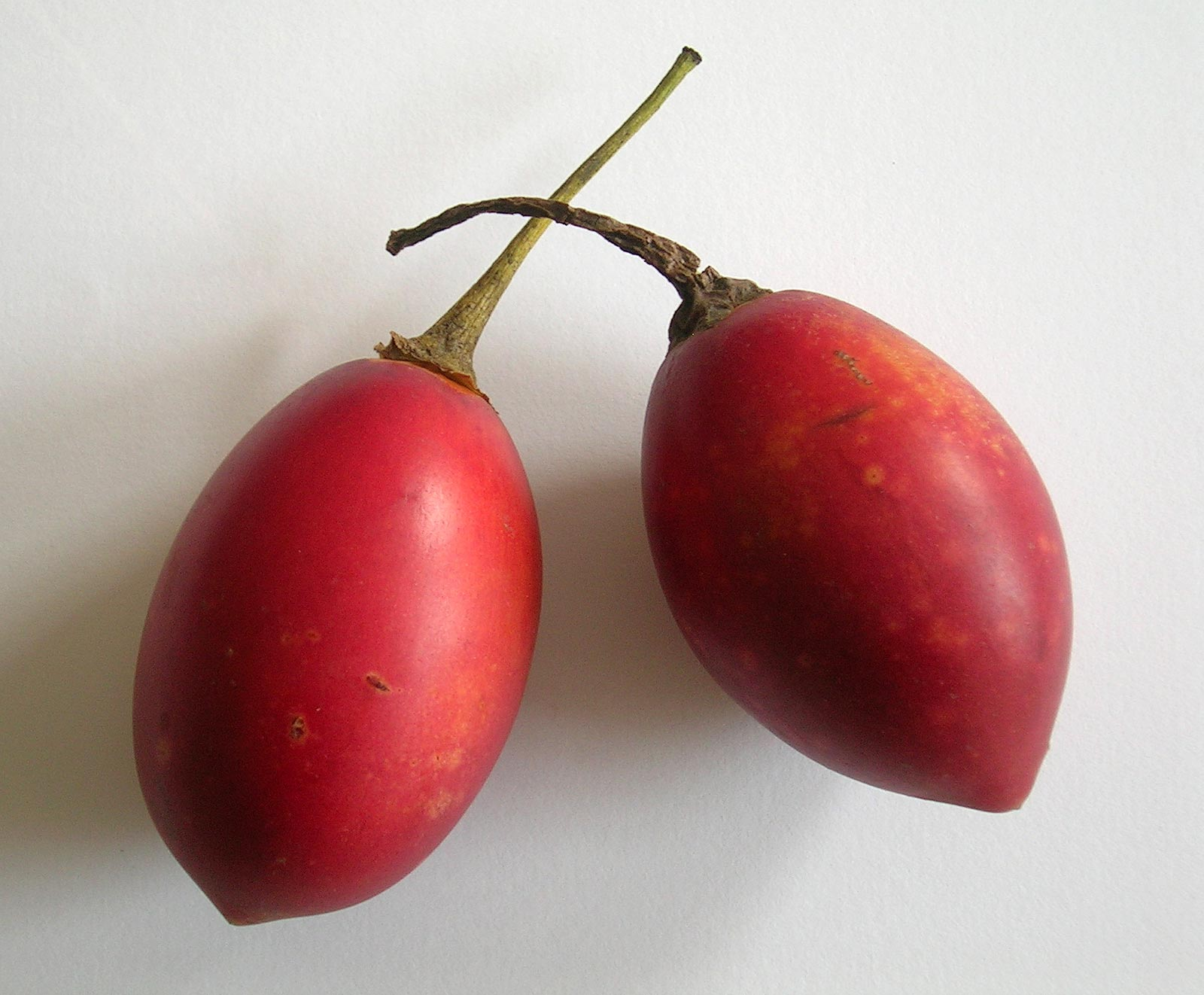
成熟的果實

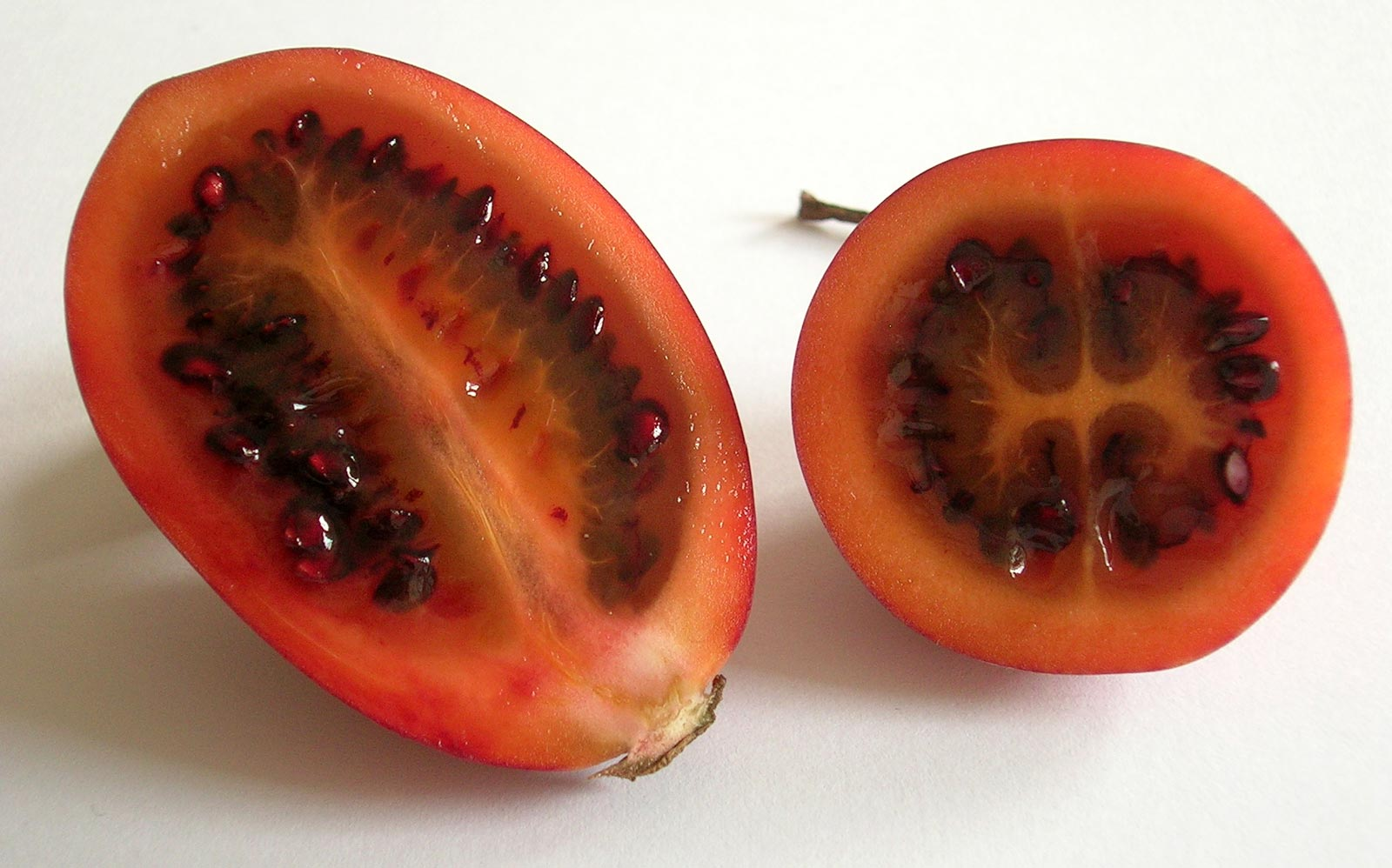
樹番茄的種子

其果實大約4—10（1.6—3.9英寸）長，色澤由黃到紅深淺不等。有時會有深色的縱向條紋。其中紅果實較酸，而橙黃色的則更甜。樹番茄比一般的番茄籽更多。果實富含維他命和鐵元素，每個果實只含40卡路里。
| 成份   | 量 [g/100g] | 成份    | 量[mg/100g] |
| ------ | ----------- | ------- | ----------- |
| 含水量 | 81–87       | 維他命A | 0.32–1.48   |
| 蛋白質 | 1.5–2.5     | 維他命C | 19.7–57.8   |
| 脂肪   | 0.05–1.28   | 鈣      | 3.9–11.3    |
| 纖維   | 1.4–6.0     | 鎂      | 19.7–22.3   |
| 總酸度 | 1.0–2.4     | 鐵      | 0.4–0.94    |

## 種植

### 土壤及氣候
樹番茄偏好亞熱帶氣候（例如地中海氣候），其所需的降水量為年600至4000毫米，氣溫大約為15 至 20 °C。樹番茄不耐寒（低於 -2 °C）、旱。
樹番茄對土壤的要求不高，澇漬影響也不大。

### 生長
樹番茄可通過播種和扦插來繁殖。樹苗在長到1.5—1.8（0.59—0.71英寸）時才會生出樹枝。
在一年半到兩年後，樹番茄就開始結果，但其果實成熟時間並不同步。一顆樹番茄每年約可產20（44英磅）果實，一英畝果園年產則大約15至17噸。
在新西蘭，果樹之間的距離大約是1至1.5米，而行距則是4.5-5米，在安第斯山脈山區大致相同。

#### 保護及收穫
樹番茄種植業需要注意防風，因為其根部並不穩固且結滿果實的樹枝也容易折斷。
樹番茄的成熟時間並不同步，一年中幾乎任何時間都可能結果。

## 外部連結
- Audio interview on NPR: "Getting the Taste of the Tamarillo" （页面存档备份，存于）
- Tamarillo Growers Association Marketing Page
- Tamarillo Fruit Facts - California Rare Fruit Growers （页面存档备份，存于）
- World Conservation Monitoring Centre 1998.  Solanum betaceum.   2006 IUCN Red List of Threatened Species. （页面存档备份，存于）  Downloaded on 23 August 2007.

## 扩展阅读
- 維基物種上的相關：樹番茄
- 维基共享资源上的相關多媒體資源：樹番茄